# ОШ „Дуде Јовић” Жабари
ОШ „Дуде Јовић” у Жабарима, средишту општине Жабари, државна је установа основног образовања.

## Историјат школе
Основна школа у Жабарима основана је 1856. године. Зграду и земљиште за школу поклонио је Исак Милошевић, народни посланик и бивши житељ Жабара. Зграда прве школе се налазила где је зграда данашњег задружног ресторана, управо где је раније била општинска зграда.
Пре отварања ове школе у Жабарима, деца су одлазила у Четереже и Кушиљево. То су била деца само имућнијих родитеља. Тек 1899. године изграђене су две школске зграде које су до 2008. године биле у употреби. До 2005. године школа је била код цркве у Жабарима. Исте године целокупна администрација, управа и ученици школе прелазе у нове просторије, на изласку из Жабара ка Свилајнцу

## Подручне школе
Поред матичне школе у Жабарима, постоји и седам издвојених одељења у местима: Породин, Симићево, Брзоходе, Четереже, Витежево, Сибница, Kочетин.
Школа у Породину
Градња школске зграде је трајала од 1875. до 1878. године, када је почело и школовање само мушке деце. После Другог светског рата, од 1948. године, Породин је добио осморазредну школу која је постала обавезна за сву децу. Школа је припојена школи у Жабарима 1969. године. Од 1974. године, школу у Породину почињу да похађају ученици из Витежева. Пре Другог светског рата, школа је носила име „Свети Сава”, а после рата назив је промењен у „Вујица Kремењак”.
Школа у Симићеву
Школа је почела са радом 1864. године. За рад школе ракиначка општина је обезбедила просторије у једној приватној кући, а наставу је годину дана држао свештеник. Одмах по формирању у ракиначку школу је било уписано 38 ђака. Прва женска деца су уписана тек у школској 1881/1882. години. Нова зграда од тврдог материјала која и данас постоји, почела је да се гради 1903. године. Школа је некад носила име народног хероја Милице Радовановић. 
Школа у Брзоходу
Школа је саграђена 1912. године. Прво је била четвороразредна школа. Прва генерација која је похађала осмогодишњу наставу била је 1944/45. и од тада до данашњих дана ради као осмогодишња школа. Школа је носила име по учитељу и првоборцу Славку Поповићу, рођеном у селу Дарослава код Аранђеловца. У знак захвалности школа је славила 17. фебруар као Дан школе, та традиција је прекинута одласком учитеља Kрстев Еленка у пензију. 
Школа у Четережу
Прва школа саграђена је 1835. године. Настава се одвијала у старој црквеној брвнари, у црквеној порти, до 1882. године, када је изграђен нова зграда у школском дворишту у центру села. У тој школској згради настава се одвијала све до 1982. годне, када је срушена, због руинираности. Поводом стогодишњице школе 1982. године, средствима СО Жабари, МЗ Четереже и грађана Четережа, изграђен је постојећа зграда, у коме се настава одвија и данас.
Школа у Витежеву
Школа је саграђена 1878. године и то у згради која данас служи за смештај огрева и друге потребе школе. Затим је саграђена школа, највероватније на месту где се данас налази црква, а која је срушена 1965. године. Школа у којој уче садашњи ђаци, саграђена је 1891. године и звала се „Државна Народна школа Стеван Високи“. Данашња школа је четвороразредна школа. Поред ученика првог, другог, трећег и четвртог разреда, ову школу похађају и предшколци. Настава се организује у комбинованим одељењима. 
Школа у Сибници
Школа постоји од 1881. године. Школске 1881/1882. било је уписано 40 ђака српске националности и 6 ђака влашке националности. До оснивања школе у Сибници ђаци из овог села ишли су у школу у Четереже. Школска зграда налазила се на плацу поред садашње звонаре. Радови на изградњи школске зграде, која се данас користи, започети су 1962. године. 
Школа у Кочетину
Прва школска зграда изграђена је 1903. године на месту данашњег Дома културе, а школа је почела са радом 1905. године када је из земунске ливнице стигло школско звоно које се данас налази на кочетинском гробљу на звонари. Затворена је 1935. године, због клизишта, када се школа урушила, а настава се до 1951. године одржавала у приватној кући.  Нова школска зграда је саграђена 1951. године која се и данас користи. Школа у Kочетину била је самостална до 1958. године када је интегрисана са школом у Брзоходу. 